# جيروم ستورم
جيروم ستورم (بالإنجليزية: Jerome Storm) هو كاتب سيناريو ومخرج وممثل أمريكي، ولد في 11 نوفمبر 1890 في الولايات المتحدة، وتوفي بنفس المكان في 10 يوليو 1958.

## أعمال

### أفلام
- (1933) مجد الصباح

## وصلات خارجية
- جيروم ستورم على موقع IMDb (الإنجليزية)
- جيروم ستورم على موقع ألو سيني (الفرنسية)
- جيروم ستورم على موقع أول موفي (الإنجليزية)
- جيروم ستورم على موقع قاعدة بيانات برودواي على الإنترنت (الإنجليزية)
- جيروم ستورم على موقع قاعدة بيانات الأفلام السويدية (السويدية)
- جيروم ستورم على موقع قاعدة بيانات الفيلم (الإنجليزية)
- جيروم ستورم على موقع كينوبويسك (الروسية)